# Fondamenta delle Zattere

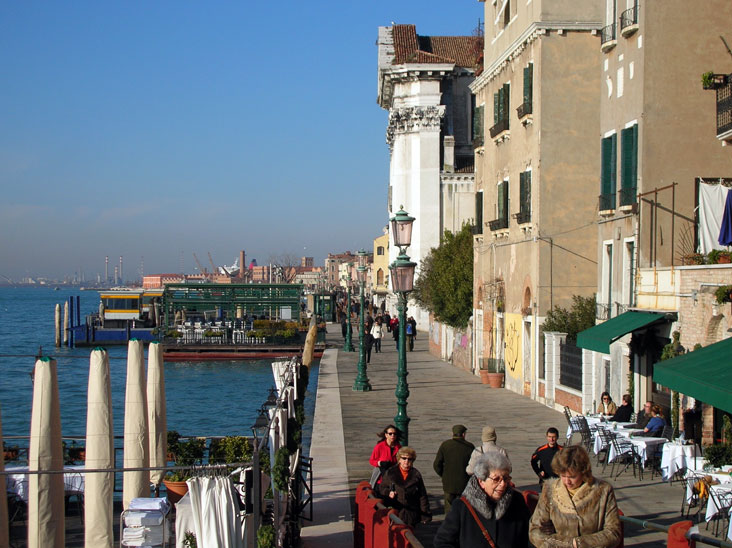
Le Zattere ai Gesuati

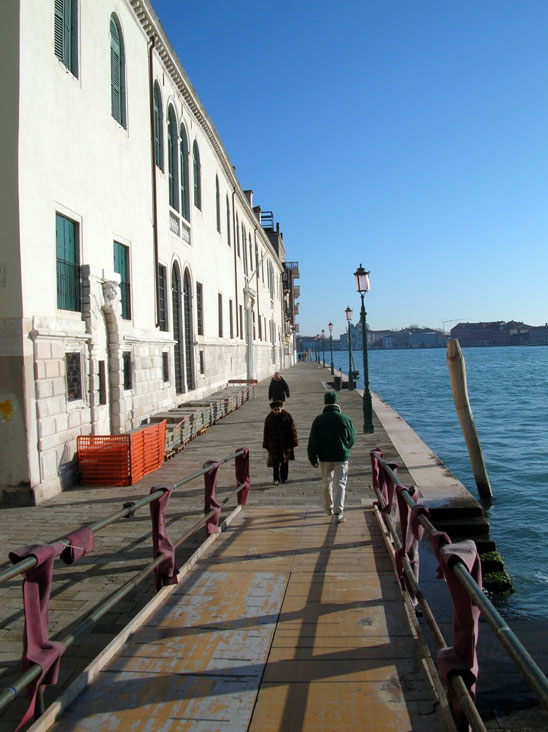
Le Zattere allo Spirito Santo

Fondamenta delle Zattere este o stradă lungă care formează limita sudică a orașului Veneția.
Situată în sestiere Dorsoduro, cu vedere la Canalul Giudecca și aproape pe toată lungimea sa, cu un traseu lung de aproximativ un kilometru care începe din spatele Gării Maritime din San Basilio și se termină la Punta della Dogana, unde Canalul Giudecca se varsă în Bazinul San Marco.
Fiind în totalitate expusă către sud, ea este foarte însorită și constituie o destinație tradițională pentru plimbări primăvara și vara, aici aflându-se baruri, gelaterii și restaurante.

## Istoric
Fondamenta delle Zattere este una dintre cele mai vechi zone ale orașului. De fapt, se presupune că aceasta se află tocmai în apropierea zonei în care a avut loc în anul 810 bătălia navală între armata francă de sub comanda lui Pepin al Italiei, fiul lui Carol cel Mare și trupele tinerei Republici Venețiene. Cunoscând mai bine locurile și adâncimea fundului mării, venețienii au folosit bărci cu fund plat și fără margini, similare plutelor, atrăgând ambarcațiunile francilor în zonele cu pescaj mic și făcându-le să eșueze. Rezultatul luptei a pus capăt războiului și în același timp a întărit definitiv independența totală a Republicii Serenissime, care în același an și-a mutat sediul de la Metamauco (Malamocco) la Rivo Alto (acum San Marco) sub dogele Agnello sau Angelo Partecipazio, care este considerat al zecelea în lista tradițională a dogilor, dar pe care mulți istorici au tendința să-l considere ca primul doge adevărat al Veneției. Potrivit unei ipoteze privind originea numelui, Fondamenta delle Zattere a fost numită astfel în amintirea acestui episod istoric.
O altă ipoteză este legată de utilizarea acestui mal lung ca punct de sosire al încărcăturii de sare, care pe porțiunea finală a Canalului Giudecca era transportată pe plute (în italiană zattere). De fapt, pe ultima parte a malului către Bazilica Santa Maria della Salute se află încă depozitele Magazzini del Sale, denumite și Saloni, destinate depozitării acestui valortos produs pentru Republica Venețiană.
În timpul epidemiilor de ciumă, pe acest mal s-a aflat un spital pentru bolnavi, de unde și numele de "Zattere agli Incurabili".

## Secțiuni
Fondamenta delle Zattere este împărțită în patru secțiuni, de la San Basilio până la Bazinul San Marco:
- le Zattere al Ponte Longo
- le Zattere ai Gesuati, pe care se află biserica Santa Maria della Visitazione sau degli Artigianelli și impunătoarea biserică Gesuati
- le Zattere allo Spirito Santo, care are vedere la mica biserică a Sfântului Spirit
- le Zattere ai Saloni, dominată de Magazzini del Sale și terminându-se cu Punta della Dogana.